# Conde de Alpendurada
Conde de Alpendurada foi um título nobiliárquico de juro e herdade criado em 25 de Abril de 1882 pelo rei D. Luís I de Portugal a favor de João Batista Pereira da Rocha.
Titulares
1. João Batista Pereira da Rocha (1831-1903), 1.º Conde de Alpendurada
2. João Batista de Carvalho Pereira de Magalhães (1877-1951), 2.º Conde de Alpendurada

Após a implementação da República e o fim do sistema nobiliárquico, tornaram-se pretendentes ao título Francisco Manuel de Melo Pereira de Magalhães (1909-1981) e, atualmente, João Diogo Leite Pereira de Magalhães (1944-).